# André Gursky
André Gursky (* 1959 in der Lutherstadt Eisleben) ist ein deutscher Philosoph, Historiker und Heimatforscher. Er ist pädagogischer Mitarbeiter der Gedenkstätte „Roter Ochse“ in Halle (Saale).

## Leben
Gursky studierte an der Martin-Luther-Universität Halle-Wittenberg Philosophie und Geschichte und schloss 1985 als Diplom-Philosoph ab. Anschließend war er an einer Parteischule der SED tätig, die er nach einer Eingabe an das Zentralkomitee der SED verlassen musste. Bis 1989 arbeitete er danach in einem Eisenhüttenwerk in Thale in der Erwachsenenbildung. 1989 wurde er mit einer Befristung Assistent an der Universität in Halle (Saale). Seine Forschungsschwerpunkte sind heimatgeschichtliche Themen, Reformationsgeschichte und DDR-Geschichte, insbesondere das politische System und die Strafjustiz.
Seit 1994 leitet Gursky die Gedenkstätte „Roter Ochse“ in Halle (Saale), die sich mit der Aufarbeitung der politischen Verfolgung in der Nazi-Zeit und in der DDR beschäftigt. 2010 wurde Gursky am Institut für Ethnologie und Philosophie der Martin-Luther-Universität promoviert. Seine Dissertation behandelt die politischen Hintergründe der Strafjustiz in der DDR.
Gursky fungiert als Sachverständiger für Fragen zur politischen Justiz in der DDR. Seit 2010 ist André Gursky Beauftragter der Landesregierung Sachsen-Anhalts im Beirat des Bundesbeauftragten für die Unterlagen des Staatssicherheitsdienstes der ehemaligen Deutschen Demokratischen Republik.

## Veröffentlichungen (Auswahl)
- Das MfS-Gefängnis „Roter Ochse“ – Rekrutierungsfeld für Spione. In: Heldenhafte „Tschekisten“? „Kundschafter des Friedens“? Hamburger Politiker als DDR-Spione im Kalten Krieg. Begleitband zur Ausstellung „Hamburger Politiker als DDR-Spione im Kalten Krieg“ in der Bibliothek der Helmut-Schmidt-Universität. Hrsg. von Helmut Stubbe da Luz. Hamburg 2015, ISBN 978-3-86818-077-0, S. 62–69.
- Rechtspositivismus und konspirative Justiz als politische Strafjustiz in der DDR. Peter Lang, Frankfurt am Main 2011, ISBN 978-3-631-61307-8.
- Zivilcourage: Der 17. Juni 1953 in Halle – Die Verfolgung und Verurteilung von Teilnehmern des Volksaufstandes, dargestellt auf der Grundlage von Akten der Justiz und des Ministeriums für Staatssicherheit. Ministerium des Innern des Landes Sachsen-Anhalt, Magdeburg 2003.
- Zwischen Aufklärung und Zersetzung: Zum Einfluss des MfS auf die Zeugen Jehovas in der DDR am Beispiel der Brüder Pape. Landesbeauftragter für die Unterlagen des Staatssicherheitsdienstes der Ehemaligen DDR Sachsen-Anhalt, Magdeburg 2003.
- Die Vorgeschichte des Dessauer Schauprozesses. Landesbeauftragter für die Unterlagen des Staatssicherheitsdienstes der Ehemaligen DDR Sachsen-Anhalt, Magdeburg 2000.
- Hans Luther, Vater des Reformators: Ein Mansfelder Hüttenmeisterleben. Erzählt von Fr. Wöhlbier nach Akten der Mansfeldschen Kupferschieferbergbau AG zu Eisleben. Halle (Saale) 2000.
- Vorgang „Riga“. Die „Bearbeitung“ eines evangelischen Studentenpfarrers 1953 in Halle (Saale) durch das Ministerium für Staatssicherheit. Landesbeauftragter für die Unterlagen des Staatssicherheitsdienstes der Ehemaligen DDR Sachsen-Anhalt, Magdeburg 1998.
- Erna Dorn: „… zum Tode verurteilt …“ – 22. Juni 1953 in Halle (Saale). Landesbeauftragter für die Unterlagen des Staatssicherheitsdienstes der Ehemaligen DDR Sachsen-Anhalt, Halle (Saale) 1996.
- Martin Luthers Gymnasialvermächtnis. Eigenverlag (Verlag André Gursky - Heimatliteratur -), Halle (Saale) 1992, ISBN 3-928389-00-2.

sowie als federführender Herausgeber und Autor in der
- Zeitschrift für Heimatforschung. ISSN 1610-4870, die von 1992 bis 2008 in 17 Heften im Verlag André Gursky - Heimatliteratur - erschienen ist[4]